# José Sasía
José Francisco Sasía, conocido como Pepe Sasía (Treinta y Tres, 27 de diciembre de 1933 - Montevideo,  30 de agosto de 1996), fue un futbolista uruguayo. Jugó en clubes uruguayos (Defensor, Peñarol, Nacional y Racing) y argentinos (Boca Juniors y Rosario Central). Fue entrenador de los Tiburones Rojos de Veracruz en México en 1979. Tuvo 44 participaciones en la selección uruguaya.

## Biografía
Su infancia transcurrió en el seno de una familia humilde de orígenes vascos que llegó a Uruguay a comienzos del siglo XX. Como hijo mayor, heredó sus nombres de su abuelo Francisco Servando Sasías y de su tío Hipólito José Sasías, al igual que la fortaleza física y hablidad, que con los años le valieran como atributos para su carrera futbolística.
Primo hermano del músico uruguayo Waldemar Sasías, compartieron siempre, desde tempranas edad, el gusto por la música, el buen fútbol, el billar y las tradiciones de sus mayores.

### Luego del fútbol
Tras su retiro como jugador, tomó un tiempo para dedicarse a sus afectos, para luego regresar ya como director técnico, carrera que le llevó a dirigir en diversos países de Sudamérica y en México.
A comienzos de los años 70 la situación política de Uruguay se perfilaba en el caos político que luego habría de converger en un golpe de Estado y dictadura militar hasta 1985. Período en el que incluso, sin razones justificadas, fue herido de bala por efectivos de las fuerzas armadas. Por estos motivos, fue en parte propiciado el hecho de que Sasía desempeñara su actividad laboral en el extranjero. Particularmente guardaba un entrañable cariño por el pueblo venezolano.
Siendo una persona de modesta formación académica que desde muy joven debió dedicarse al trabajo para ayudar a su familia, debió volverse autodidacta en muchos aspectos y por ello siempre se dirigió a los jóvenes (particularmente a los que iniciaban una carrera deportiva) con el mensaje y consejo acerca de la importancia de los estudios. "El Pepe", tenía un ideal de deportista fuerte física e intelectualmente, porque consideraba que una carrera deportiva era efímera y azarosa sobre todo si no le acompañaba el éxito.
Pocos años antes de su muerte, el reconocido músico y compositor uruguayo Jaime Roos lo homenajeó, con su obra: "Al Pepe Sasía'", en reconocimiento a su trayectoria, siendo el propio Jaime un testigo en su infancia y adolescencia de las hazañas de Sasía.
El Pepe, al igual que sus personas más cercanas, recibieron con agrado la obra que en pocas palabras describe a esta particular persona.
Hoy en día sus nietos Rodrigo Cabrera Sasia y Leandro Cabrera Sasia , son futbolistas profesionales, actuando Rodrigo en el Club Nacional Potosí de Bolivia y Leandro en el Real Club Deportivo Espanyol de España.

## Trayectoria
Su carrera se caracterizó por ser una especie de caja de sorpresas, "el Pepe", tenía habituada a la afición deportiva a disfrutar de prácticamente todos los partidos donde este jugaba.
Ya fuese con un despliegue de buen juego, sumado a proezas físicas, actitudes originales y a veces hasta con mucha picardía mostrada en el juego, "el Pepe", siempre daba de que hablar después de cada partido.
Estas características llevaron a otorgarle el "sobreapodo" "Pepe el grande" (no solo por su gran complexión y estatura), por parte del relator de fútbol Heber Pinto.
Uno de los casos más recordados en la memoria popular y convertido casi en un relato de leyenda, ocurrió en cierto partido de fútbol, donde sobre el final del mismo, el árbitro sanciona un penal en favor del equipo de Sasía, quien acepta el compromiso de realizar el tiro. Tras la orden de ejecución "el Pepe", con su tranquilidad habitual, camina lentamente hacia el balón, lo cual desconcierta a todo el mundo, al llegar a la pelota y con toda naturalidad, mira el arco oponente a la vez que ejecuta el tiro con su pierna derecha. Poseedor de una fuerza admirable, hizo ingresar la pelota en el arco dejando al guardameta literalmente parado, entre el desconcierto del suceso y la velocidad del disparo. El Pepe, parecía poseer un designio divino para realizar estas "locuras" y concretar resultados a favor de su equipo.
Pocos casos se conocen a nivel del fútbol profesional internacional con estas aptitudes, algunos especialistas encuentran puntos en común en este aspecto, entre este jugador y otros más recientes como Hugo Gatti o René Higuita.

## Selección nacional
Ha sido internacional con la Selección de fútbol de Uruguay en 43 oportunidades llegando a marcar 12 goles. Logró el título de la Copa América de 1959 en Ecuador. Debutó el 24 de junio de 1956, por la 1a. Edición de la Copa del Atlántico, en el Estadio de Maracaná en Río de Janeiro frente a Brasil, que luego ganaría 2 a 0. Su último partido con la "celeste" fue el 19 de julio de 1966 frente a selección de México por la Copa Mundial de Fútbol de 1966 en el Estadio de Wembley, Inglaterra. 

### Participaciones en Copas del Mundo
| Mundial                        | Sede       | Resultado        | Partidos | Goles |
| ------------------------------ | ---------- | ---------------- | -------- | ----- |
| Copa Mundial de Fútbol de 1962 | Chile      | Primera fase     | 3        | 2     |
| Copa Mundial de Fútbol de 1966 | Inglaterra | Cuartos de final | 2        | 0     |

### Participaciones en Copa América
| Copa América         | Sede      | Resultado    | Partidos | Goles |
| -------------------- | --------- | ------------ | -------- | ----- |
| Copa América 1957    | Perú      | Tercer lugar | 5        | 1     |
| Copa América 1959-I  | Argentina | Sexto puesto | 4        | 3     |
| Copa América 1959-II | Ecuador   | Campeón      | 4        | 3     |

## Clubes

### Como jugador
| Club            | País      | Año       |
| --------------- | --------- | --------- |
| Defensor        | Uruguay   | 1952-1959 |
| Boca Juniors    | Argentina | 1960      |
| Peñarol         | Uruguay   | 1961-1965 |
| Rosario Central | Argentina | 1965      |
| Defensor        | Uruguay   | 1966-1967 |
| Nacional        | Uruguay   | 1968      |
| Racing          | Uruguay   | 1969      |
| Defensor        | Uruguay   | 1970      |

### Como entrenador
| Club                | País      | Año  |
| ------------------- | --------- | ---- |
| Rampla Juniors      | Uruguay   | 1971 |
| Racing              | Uruguay   | 1972 |
| Deportivo Galicia   | Venezuela |      |
| Cerro               | Uruguay   |      |
| Aucas               | Ecuador   |      |
| Liverpool           | Uruguay   | 1976 |
| Progreso            | Uruguay   |      |
| Olimpia             | Paraguay  |      |
| Selección paraguaya | Paraguay  |      |
| Aris Salónica       | Grecia    |      |
| Unión Magdalena     | Colombia  | 1982 |

## Palmarés

### Campeonatos nacionales
| Título              | Club     | País    | Año  |
| ------------------- | -------- | ------- | ---- |
| Torneo Cuadrangular | Defensor | Uruguay | 1957 |
| Campeonato Uruguayo | Peñarol  | Uruguay | 1961 |
| Campeonato Uruguayo | Peñarol  | Uruguay | 1962 |
| Torneo Cuadrangular | Peñarol  | Uruguay | 1963 |
| Campeonato Uruguayo | Peñarol  | Uruguay | 1964 |

#### Como entrenador
| Título           | Club    | País     | Año  |
| ---------------- | ------- | -------- | ---- |
| Primera División | Olimpia | Paraguay | 1980 |

### Copas internacionales
| Título                  | Club                 | Sede       | Año     |
| ----------------------- | -------------------- | ---------- | ------- |
| Campeonato Sudamericano | Selección de Uruguay | Ecuador    | 1959-II |
| Copa Libertadores       | Peñarol              | São Paulo  | 1961    |
| Copa Intercontinental   | Peñarol              | Montevideo | 1961    |

(*) Incluyendo la Selección

### Copas internacionales no oficiales
| Título                                  | Club                 | País    | Año  |
| --------------------------------------- | -------------------- | ------- | ---- |
| Copa Círculo de Periodistas del Uruguay | Selección de Uruguay | Uruguay | 1958 |
| Copa Juan Pinto Durán                   | Selección de Uruguay | Uruguay | 1963 |
| Copa General Artigas                    | Selección de Uruguay | Uruguay | 1966 |

### Distinciones individuales
| Distinción                                            | Año  |
| ----------------------------------------------------- | ---- |
| Máximo goleador de la Copa Intercontinental (3 goles) | 1961 |
| Autor de 3 goles en un mismo clásico                  | 1962 |